# Cetoniinae
Cetoniinae zijn een onderfamilie van kevers uit de familie van de bladsprietkevers (Scarabaeidae).

## Taxonomie
De volgende taxa zijn bij de onderfamilie ingedeeld:
- Tribus Cetoniini
- Tribus Cremastocheilini
- Tribus Diplognathini
- Tribus Goliathini
- Tribus Gymnetini
- Tribus Phaedimini
- Tribus Schizorhinini
- Tribus Stenotarsiini
- Tribus Taenioderini
- Tribus Trichiini
- Tribus Valgini
- Tribus Xiphoscelidini